# 大分銀行
株式会社大分銀行是總店位於日本大分縣大分市的地方銀行。

## 沿革
- 1877年11月　第二十三國立銀行於現在的大分市開業。
- 1897年5月　轉換成普通銀行、改名株式会社二十三銀行。
- 1893年2月1日　株式会社大分銀行設立。
- 1927年10月　大分銀行與二十三銀行合併、改名大分合同銀行。
- 1953年1月　改名株式会社大分銀行。

## 支店網
- 以大分縣内為中心，於福岡縣・宮崎縣・熊本縣・大阪府・東京都亦有店舗。於香港設有駐在員事務所。

## 客戶
- 大分縣指定金融機關
- 大分市指定金融機關
- 中津市指定金融機關

## 小知識
- 現在的總本店建築物所在地於1960年代是大分郵局。現在總店亦位於大分中央郵局旁邊。
- 舊總店的建築物是由辰野金吾設計的國家登録有形文化財產，現在稱作赤磚館。

## 關連項目
- 日本銀行一覽

## 外部連結
- 大分銀行 （页面存档备份，存于）